# 霍爾茲沃思山
72°8′S 166°35′E / 72.133°S 166.583°E
霍爾茲沃思山（英語：Mount Holdsworth）是南極洲的山峰，位於維多利亞地的博克格雷溫克海岸，屬於勝利山脈中蒙蒂思山的一部分，海拔高度2,360米，由新西蘭探險隊命名，現時由南極條約體系管理。